# مسلسل دستی تامسن

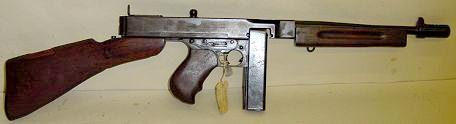
مسلسل تامسن

مسلسل دستی تامسن (به انگلیسی: Thompson submachine gun) مسلسلی است آمریکایی ساختهٔ جان تی تامسن.
این جنگ‌افزار در فاصلهٔ سال‌های ۱۹۲۰ تا ۱۹۳۳ -که مشروبات الکلی در آمریکا ممنوع شده‌بود- آوازهٔ بسیاری میان هم خلافکاران و هم مأموران قانون یافته‌بود. محبوبیت این اسلحه به قابل حمل بودن، اندازهٔ مناسب، خشاب جادار، فشنگ پرقدرت ۰٫۴۵ اینچی (۱۱٫۴۳ میلی‌متری)، اطمینان‌بخشی، قدرت آتش و نواخت تیر بالا آن بازمی‌گشت.
طراحی تامسن به سال‌های ۱۹۱۷–۱۹۲۰ میلادی بازمی‌گردد. این مسلسل میان سال‌های ۱۹۳۸ تا ۱۹۷۱ در خدمت ارتش ایالات متحده آمریکا بود و در سه جنگ دوم جهانی، کره و جنگ ویتنام حضور داشت.
این سلاح، محبوبیت بسیاری میان خلافکاران و مافیا پیدا کرد و همراه با فردی با کلاه لبه دار و لباس چرم سیاه، تبدیل نماد مافیا و جرائم سازمان یافته شد. در اوایل دهه ۱۹۳۰ میلادی در آمریکا، گلوله‌های این اسلحه گران و کم‌یاب بود؛ اما از آن موقع به بعد، این سلاح در دوره پیشرفت ارتش آمریکا و برنامه حفاظت بیشتر از بانک‌ها، این سلاح نه تنها به پیش قانون نرفت، بلکه از طریق دلالان و رابطان مافیا به دست خلافکاران رفت. بیشترین گزارش‌ها از خرابکاری‌های تامسون ۱۹۲۸ شلیگ بی رحمان به افراد مهم، سوراخ سوراخ کردن ماشین‌ها به عنوان پیامی از مافیا و نابود کردن برخی از بارها یا فروشگاه‌ها به قصد از بین بردن رشد اقتصادی خانواده تبهکار رقیب بود.

## کشورهای به‌کارگیرندهٔ مسلسل تامسن
- کانادا
- چین
- کرواسی
- فرانسه
- هائیتی
- جمهوری ایرلند
- لوکزامبورگ
- نیوزیلند
- ویتنام شمالی
- ویتنام جنوبی
- اتحاد جماهیر شوروی
- سوئد
- بریتانیا
- ایالات متحده آمریکا
- جمهوری فدرال سوسیالیستی یوگسلاوی